# خوش‌قشلاق
خوش‌قشلاق(به کردی: خۆش قشڵاخ، Xoşqişllax) روستایی از توابع بخش زیویه در شهرستان سقز است که در استان کردستان ایران قرار دارد.

## جمعیت
این روستا در دهستان گل‌تپه واقع شده و براساس سرشماری سال ۱۳۸۵، جمعیت آن ۳۹۱ نفر (۸۱ خانوار) بوده‌است.